# Oxypoda longipes
Oxypoda (Oxypoda) longipes – gatunek chrząszcza z rodziny kusakowatych i podrodziny Aleocharinae.

## Taksonomia
Gatunek ten opisany został w 1861 roku przez Étienne Mulsanta i Claudiusa Reya.

## Opis
Chrząszcz o ciele długości od 4 do 5 mm, ubarwiony czarno z przedpleczem czasem ciemnobrązowym, tylnym wierzchołkiem spodniej części ciała i pokrywami żółtawobrązowymi. Dysk i tylne kąty pokryw zwykle poczernione. Czułki czarne lub brązowe o nasadach nieco tylko jaśniejszych. Czułki i stopy bardzo długie i smukłe. Dziewiąty i dziesiąty człon czułków tak długie lub nieco dłuższe niż szerokie. Długość pokryw wzdłuż szwu nie mniejsza niż długość przedplecza przez środek. Odnóża brązowożółte. Stopy tylnej pary odnóży silnie wydłużone, ich 2 i 3 człon razem tak długie jak nasadowy i wyraźnie krótsze niż 3 następne.

## Występowanie
Imagines i larwy są nidikolami zasiedlającymi gniazda kreta, a rzadziej podziemne gniazda i chodniki królików, borsuków, chomików i myszy, występujące w różnych biotopach. Spotykany także w sąsiedztwie tychże wśród opadłych liści.
Chrząszcz palearktyczny. W Europie sięga od Anglii, południowej Szkocji i Finlandii po północną Hiszpanię, Włochy i Rumunię. W Finlandii znajdywany na południu  i w zachodniośrodkowej części kraju. W Polsce rzadko notowany. Ponadto podawany z Niemiec, Szwajcarii, Austrii, Czech i Słowacji. W Turcji znany z prowincji Antalya, Kahramanmaraş, Hatay, Konya i Mersin. Z Iranu podawany z ostanów Isfahan i Fars. Wykazany także z Izraela, Libanu i wschodniej Palearktyki.